# Нутрігенетика

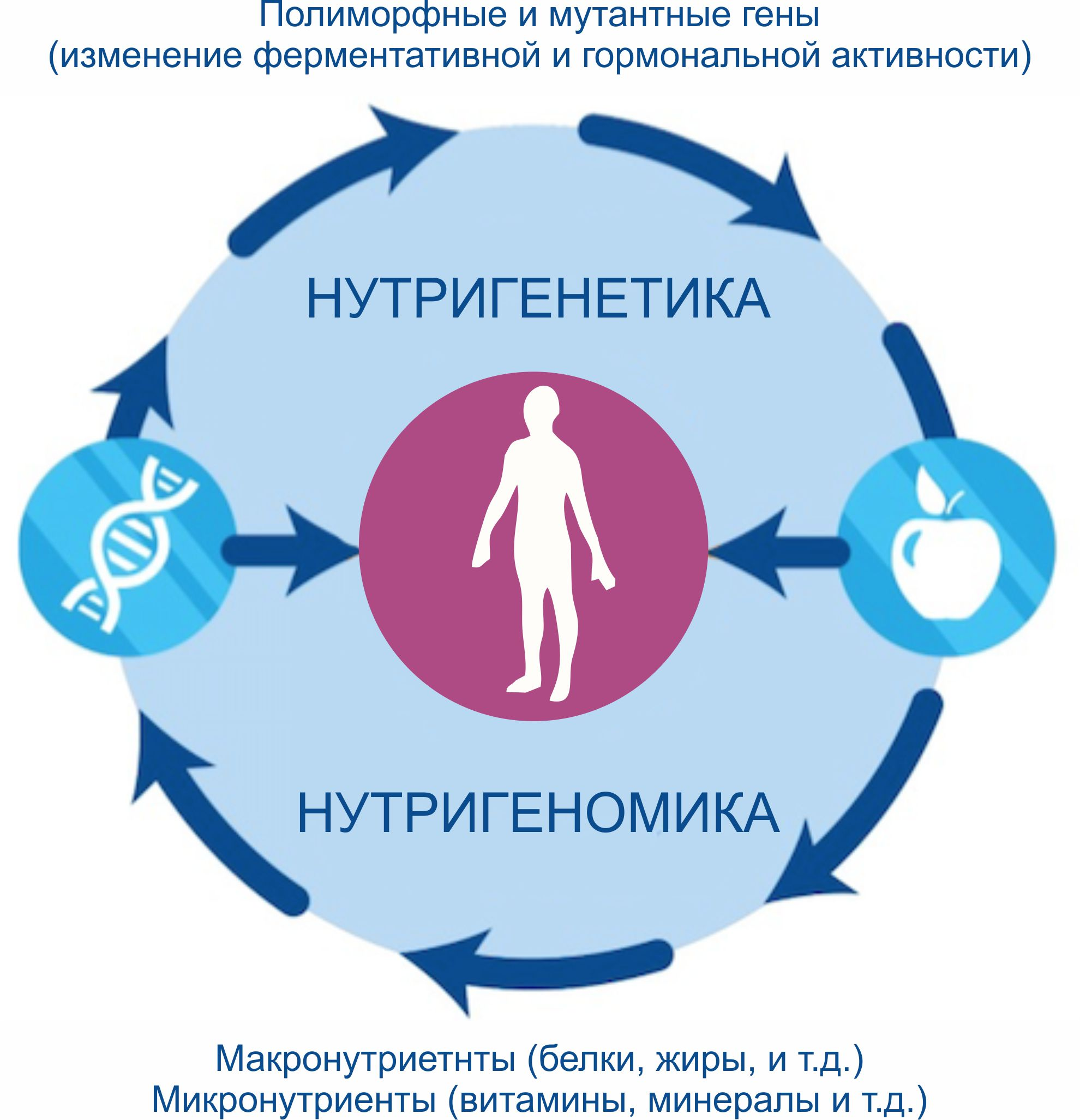
Нутрігенетика та нутрігеноміка

Нутрігенетика — наукова дисципліна, яка вивчає зв′язок генетичної варіації у генах, які пов′язані з харчуванням, з реакцією організму на поживні та біологічно активні речовини, їх обмін та імовірність розвитку хвороб

## Визначення
У цілому, нутрігенетика — це дисципліна, яка дуже швидко розвивається та має важливе місце у дієтології та персоналізованій медицині взагалі. Ця дисципліна є важливою частиною персоналізованої нутріціології, мета якої — індивідуалізований підбір харчування, що основане на генетичних особливостях пацієнта, яке б забезпечувало оптимальний стан здоров′я і попереджало б розвиток захворювань. Нутрігенетику не слід плутати із нутрігеномікою — наукою, що вивчає вплив поживних речовин на стан геному та експресію генів.

## Наукові засади
Нутрігенетика відштовхується від низки фактів. Відомо, що існує висока генетична варіація як між етнічними групами, так і між окремими
особами. Виявлено, що навіть різниця в один нуклеотид у послідовності гена може впливати на його функцію та може бути пов′язана з певними
ризиками, у тому числі ризиками розвитку ожиріння, діабету чи інших захворювань обміну речовин. Однонуклеотидні варіації між різними у послідовності ідентичних генів називаються однонуклеотидними поліморфізмами, або SNP. Окрім SNP важливе значення мають мутації генів та наявність епігенетичних змін.

## Характерні приклади нутрігенетичних досліджень
Серед найновіших відкриттів у сфері нутрігенетики — встановлення залежності співвідношення різних мікронутріентів, у тому числі вітамінів із SNP у генах, які відповідають за діяльність імунної системи та системи травлення. 
Також дослідження показали зв′язок SNP у гені лактази — ферменту, що допомагає переробляти молочний цукор, лактозу зі схильністю до ожиріння. Нещодавно було виявлено, що варіації у генах рецепторів смаку можуть вказувати на імовірність розвитку діабету у вагітних. У цілому, очевидно, що аналіз розповсюдження певних варіантів генів, дієтичних особливостей та схильностей до певних захворювань може допомогти у розробці персональних дієт, які б запобігали розвитку захворювань та відповідали б особливостям конкретної людини. Також подібний аналіз допомагає виявляти групи ризику.

## Методи нутрігенетики
Із розвитком методів дослідження геному виявлення SNP, мутацій або епігенетичних змін у генах значно полегшилося. Наразі існують бази даних, у яких надано більше 10 мільйонів SNP. Є різноманітні методи аналізу генетичного матеріалу, які спрямовані на виявлення «генів-кандидатів», значення яких потім перевіряється на клітинних культурах, тваринах або у популяціях. Також, враховуючи складність взаємодій між генами, білками та поживними речовинами для аналізу потенційних механізмів та ризиків застосовуються методи системної біології та біологічної інформатики.
Найбільша кількість нутрігенетичних досліджень пов′язана з виявленням ризику та попередження ожиріння, метаболічного синдрому, діабету та
атеросклерозу. Також слід відмітити целіакію — генетичне захворювання,
коли людина не здатна переробляти глютен.
Формування дієти здійснюється на основі генного тестування процесів детоксикації, оксидативного стресу, метаболізму ліпідів, вітаміну В, фолієвої кислоти, кальцію, інсулінового статусу тощо.

### Книги
- De Caterina, R.; Martínez Hernández, J. Alfredo; Kohlmeier, Martin (2020). Principles of nutrigenetics and nutrigenomics : fundamentals of individualized nutrition. London, United Kingdom. ISBN 978-0-12-804587-9.
- Ferguson, Lynnette R. (2014). Nutrigenomics and nutrigenetics in functional foods and personalized nutrition. Boca Raton, FL: Taylor & Francis/CRC Press. ISBN 978-1-4398-7681-7.

### Статті
- Fenech, M. et al.: Nutrigenetics and nutrigenomics: viewpoints on thecurrent status and applications in Nutrition research and Practice. In:Journal of nutrigenetics and nutrigenomics, 4(2):69-89. 07/2011
- L.Afman, et al.: Nutrigenomics: from molecular nutrition to prevention ofdisease. In: Journal of Americal Dietology Association. 2006Apr;106(4):569-76
- SNPedia
- M.J. Morine, et al.:Genetic associations with micronutients levelsidentified in immune and gastrointestinal networks. In: Genes Nutr.2014.Jul.9(4):408. 05/2014
- Malek, A.J. et al.: Association of lactase persistence allele and lactoseintake with body composition among multiethnic children. In: Genes andNutrition 2013 Sep; 8(5):487-94. 05/2013
- Bartakova, V. et al.: Differences in food intake and genetic variability oftaste receptors betwen Czech pregnant women with and withoutgestational diabetes mellitus. In: European Journal of Nutrition 2016 Oct18.
- Fenech, M. et al.: Nutrigenetics and nutrigenomics: viewpoints on thecurrent status and applications in Nutrition research and Practice. In:Journal of nutrigenetics and nutrigenomics, 4(2):69-89. 07/2011
- Thorisson G.A, L. D. Stein. The SNP consortium site: past, present andfuture. In: Nucleic Acid Research. 2003. V.31(1); 124-127
- de Graf, A.A. et al.: Nutritional systems biology modelling: frommolecular mechanisms to physiology.In: PLoS Computational Biology.2009 5(11). e1000554
- Philips, C.M. Nutrigenetics and metabolic disease: current status andimplications for personalized medicine. In: Nutrients.2013.Jan10;5(1):32-57
- Berna, G. et al.: Nutrigenetics and nutrigenomics insights into diabetesetiopathogenesis. In: Nutrients. 2014 Nov 21;6(11); 5338-69
- Merched, A.J., Chan L. Nutrigenetics and nutrigenomics ofatherosclerosis. In: Current Atherosclerosis Reports.2013.Jun;15(6):328
- Ferreti, G. at al.: Celiac disease, inflammation and oxidative damage:anutrigenetic approach. In: Nutrients. 2012.Apr; 4(4):243-57